# Chrysler LHS
Chrysler LHS — седан представительского класса, производившийся компанией Крайслер с 1993 по 2001 годы, сменив Chrysler Imperial на месте флагмана компании. С 2002 года автомобиль производился под названием Chrysler Concorde Limited.

## Описание
Представленный как автомобиль 1994 модельного года, Chrysler LHS был топовой моделью компании, и самым дорогим представителем платформы LH. Как и все остальные автомобили на этой платформе, он имел колёсную базу 113,0-дюйма (2870 мм) и был разработан при помощи новой САПР.

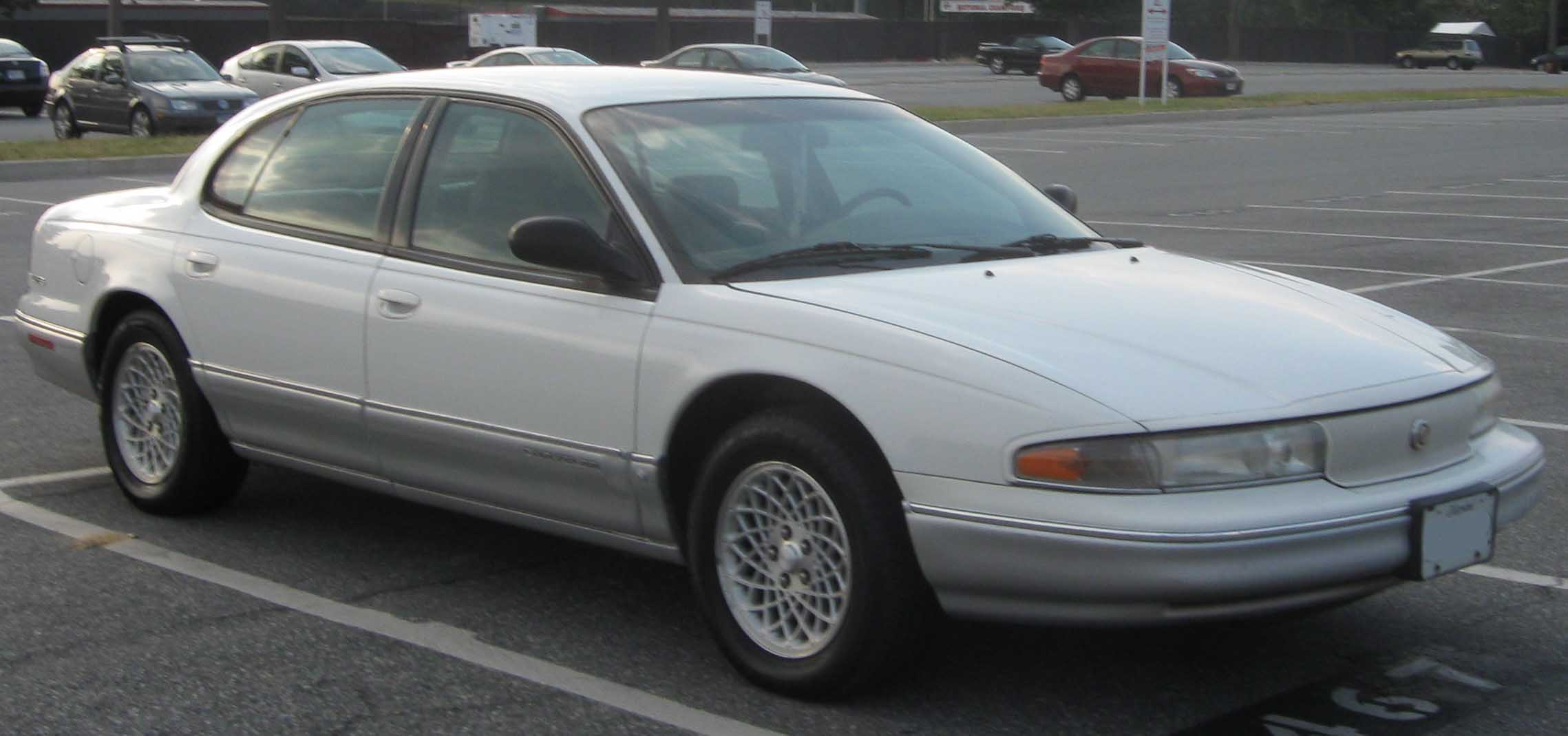
Chrysler LHS первого поколения

От близкого к нему седана New Yorker LHS отличался отдельными сиденьями (на New Yorker устанавливались «диваны») и набором опций, включённых в стандартную комплектацию, например легкосплавными дисками (для New Yorker продавались как отдельная опция). Из других отличий стоит отметить 5-местный салон (New Yorker имел 6-местный), небольшое количество хромированных элементов, более «спортивный» вид. В 1997 году производство Chrysler New Yorker было прекращено, в пользу 6-местной опции для LHS.

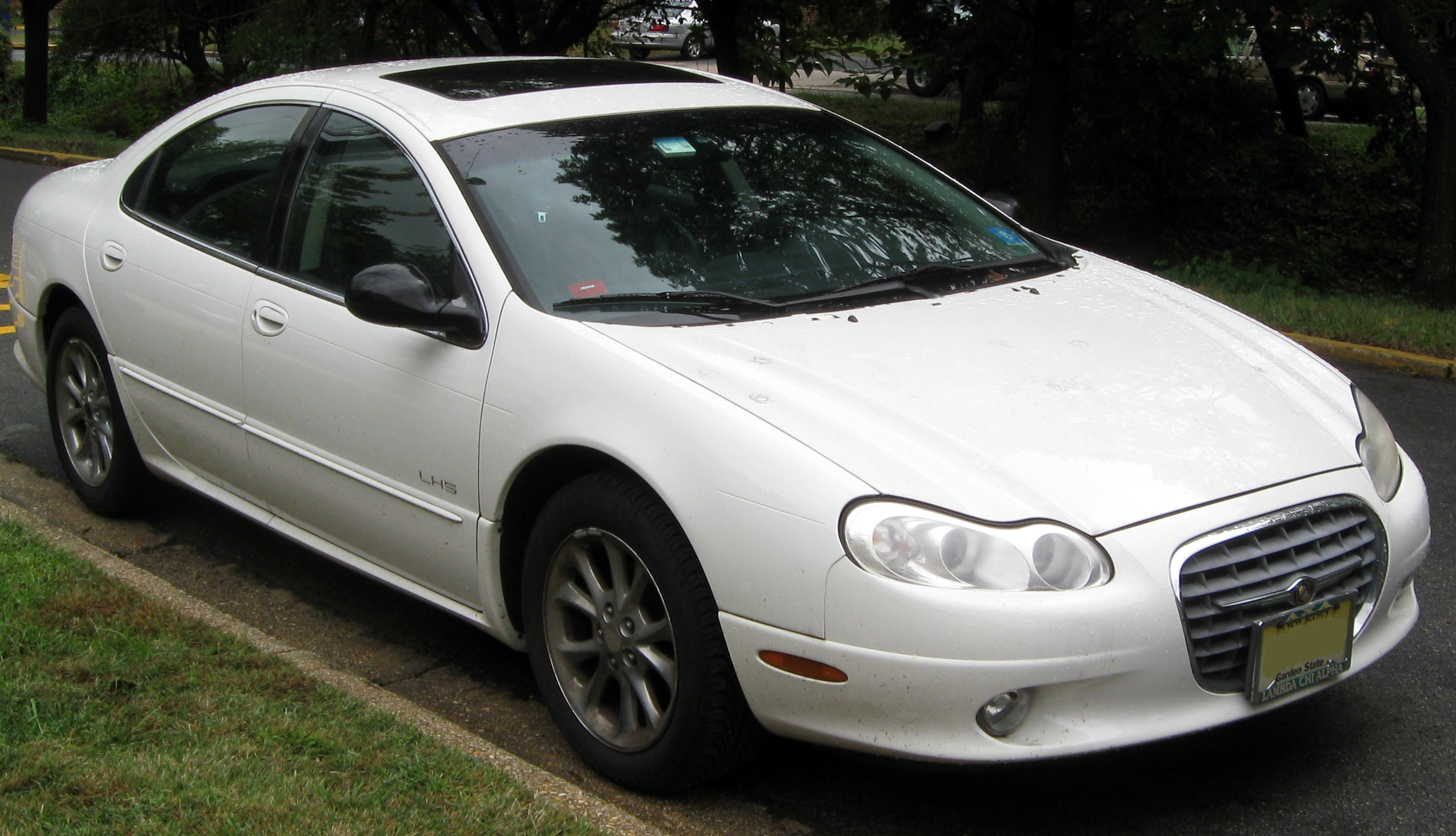
Chrysler LHS второго поколения

В стандартную комплектацию автомобиля входили:
- двигатель V6 объёмом 3,5 л. и мощностью 214 л.с.;
- окрашенные в цвет кузова решётка радиатора, зеркала задлнего вида и накладки;
- противобуксовочная система;
- легкосплавные диски;
- противотуманные фары;
- регулируемые передние сиденья (8 регулировок);
- аудиосистема премиум-класса;
- автоматическое поддержание заданной температуры салона;
- кожаная обшивка сидений.

В 1998 году начался выпуск второго поколения автомобиля, с новой эмблемой Крайслера и обновлённым двигателем (мощность 253 л.с. при 6400 об./мин., крутящий момент 346 Н·м при 3950 об./мин.). Учитывая начало в том же году продаж Chrysler 300M и остановку производства New Yorker, основными конкурентами LHS были традиционные седаны представительского класса, такие как Lincoln Continental и Toyota Avalon (300M целил в рынок спортивных седанов).
Первое поколение автомобилей экспортировалось в Европу. Экспортные автомобили отличались оранжевым цветом задних указателей поворота, наличием повторителей поворота и задних противотуманных фонарей, отсутствием боковых габаритных фонарей и изменённой оптикой фар головного света.
Автомобильный журналист Джереми Кларксон, известный своим негативным отношением к американским автомобилям, описал LHS первого поколения как «по всем стандартам, всё на месте, в лучшем виде».
В 2002 году продажи LHS были прекращены, однако, после некоторых изменений, автомобиль появился на рынке как Chrysler Concorde Limited.

## Изменения разных лет
- 1993: Начало производства.
- 1995: Новый логотип. После многочисленных жалоб покупателей на недостаточную мощность фонарей головного света, Крайслер заменил их на достаточно редкие в те времена полиэллипсоидные фонари.
- 1996: Убрана окраска зеркал в цвет кузова, телефон и сиденья-диваны доступны как опции. В стандартной комплектации появились скрытая антенна и устройство открывания гаражных ворот с интерфейсом Homelink.
- 1998: Выпуск второго поколения автомобиля.
- 2002: Окончание продаж Chrysler LHS, после внесения некоторых изменений машина производится как Chrysler Concorde Limited.